# Memorial da República Presidente Itamar Franco

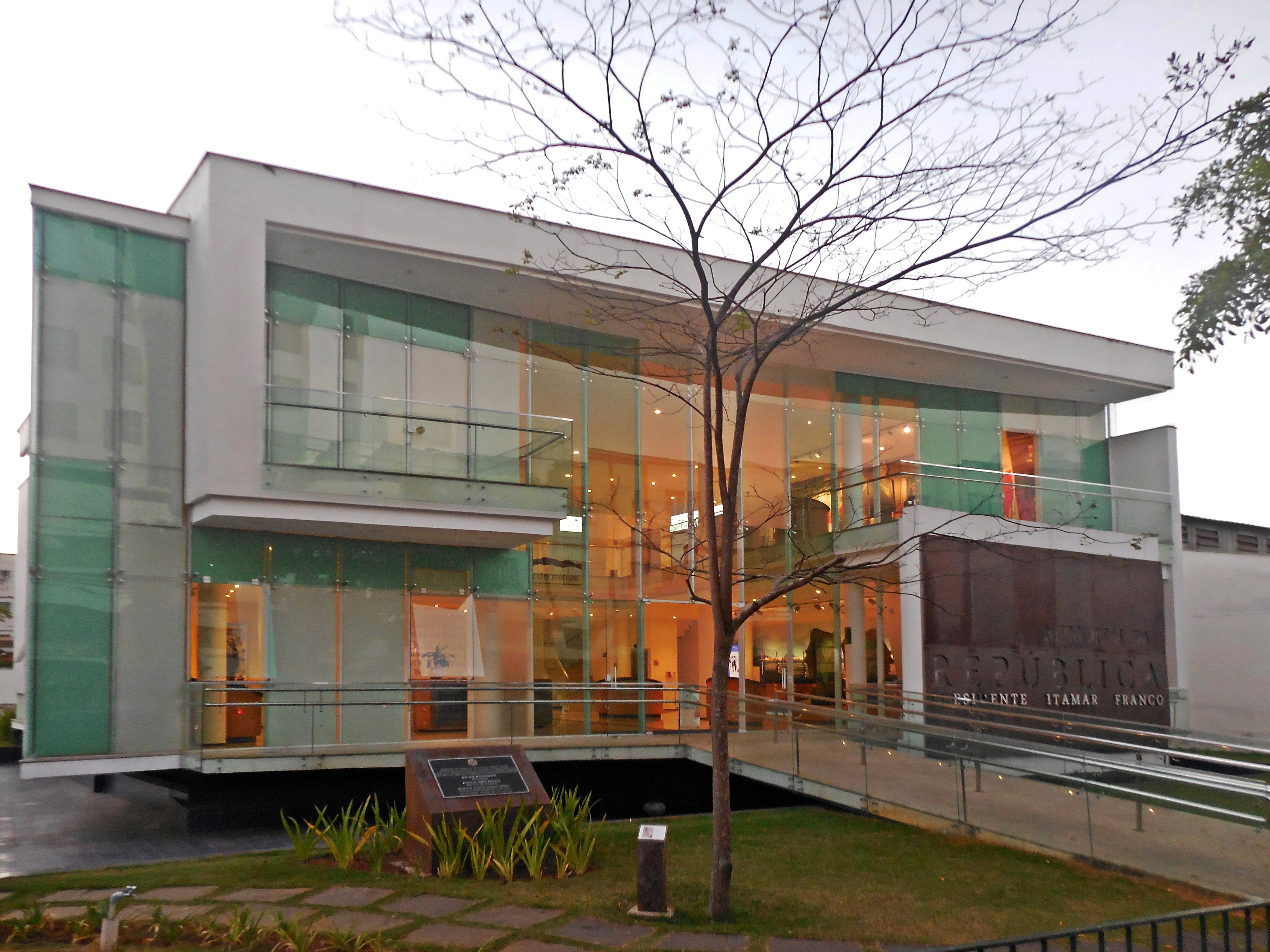
Fachada do Memorial da República Presidente Itamar Franco

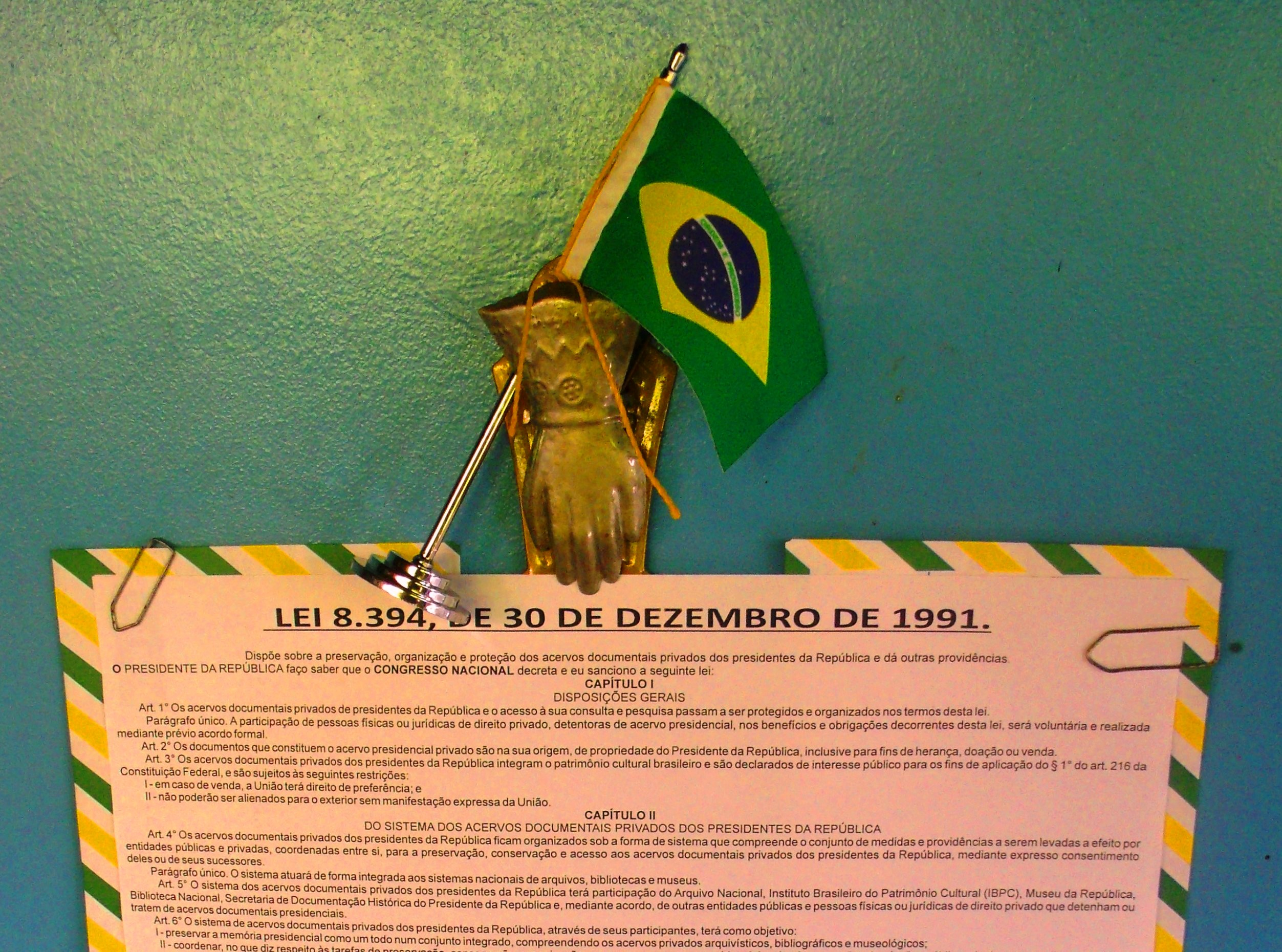
Pela Lei Brasileira dos Acervos Presidenciais um dos objetivos jurídicos e sociais de institutos, memoriais, museus, bibliotecas ou fundações de ex-presidentes é a guarda, preservação e disposição pública de acervos pessoais dos ex-presidentes.

O Memorial da República Presidente Itamar Franco é um órgão suplementar vinculado à reitoria da Universidade Federal de Juiz de Fora e tem por missão o desenvolvimento de ações relacionadas a promover, preservar e divulgar o acervo do presidente Itamar Franco, constituído ao longo de sua vida pública.

## História
Criado em 2002 como Instituto Itamar Franco, com o propósito institucional de guarda de expressivo acervo, que nos permite conferir parte significativa da recente história da República e a trajetória de vida pública e política de seu titular. Em 7 de julho de 2014, o Conselho Superior da Universidade Federal de Juiz de Fora ratifica por, unanimidade, a aprovação e criação do MEMORIAL DA REPÚBLICA PRESIDENTE ITAMAR FRANCO e do seu regimento.

## Objetivos
- Promover, guardar, preservar e divulgar o acervo do doador, constituído ao longo de sua vida pública nos termos da Lei Brasileira dos Acervos Presidenciais;[4]

- Desenvolver políticas culturais e sociais, com foco no ensino, na pesquisa e na extensão;

- Desenvolver ações municipais, regionais e nacionais reflexivas de integração entre a UFJF e a comunidade;

- Interagir com outras instituições científicas e acadêmicas similares;

- Contribuir para o acesso da comunidade, em geral, ao acervo em conformidade com sua missão;

- Desenvolver projetos, internos e externos, no âmbito de sua missão;

- Estabelecer políticas norteadoras do crescimento do acervo e que constituam expressão do doador;

- Promover interface de trabalho com os diversos cursos de graduação e pós-graduação da UFJF.

## Lei brasileira dos acervos presidenciais
No ordenamento jurídico brasileiro a lei federal Nº.8.394, de 30 de dezembro de 1991, a Lei Brasileira dos Acervos Presidenciais é a norma legal que dispõe sobre a preservação, organização e proteção dos acervos documentais privados dos presidentes da República, assim como a Lei dos Registros Presidenciais do Estados Unidos, determina que os acervos dos ex-presidentes são de utilidade nacional e de disponibilização pública, nos termos legais que competem à Comissão Memória dos Presidentes da República.